# آيت عطا (زاوية أحنصال)
آيت عطا هي إحدى مشيخات المملكة المغربية، تتبع جغرافيا لإقليم أزيلال وإداريًا لزاوية أحنصال. يقدر عدد سكانها بـ 4586 نسمة حسب الإحصاء الرسمي للسكان والسكنى لسنة 2004.